# Gordon Kinsaini
Gordon Kinsaini (26 juli 1981) is een Surinaams oud-voetballer. Hij was rechtsbuiten. Hij speelde voor SV Robinhood en SV Leo Victor, en in het Surinaams voetbalelftal.

## Carrière
Kinsaini begon zijn carrière bij SV Robinhood en maakte zijn debuut in de SVB Hoofdklasse van 1999-2000. Hij bleef tien jaar en werd een van de grote namen van de club. Hij werd met 18 goals gedeeld topscorer met Amaktie Maasie (van SV Leo Victor) tijdens het seizoen 2002-2003. Hij staat bekend om zijn snelheid en het geven van goede voorzetten. In 2009 ging hij naar SV Leo Victor.
Hij speelde ook voor het Surinaamse voetbalelftal. Hij maakte zijn debuut in de laatste kwalificatieronde van de Caribbean Cup van 2001. Hij scoorde in deze wedstrijd die eindigde in een 5-0 overwinning op Aruba. Hij speelde vier keer tijdens de kwalificatiewedstrijden van de FIFA Wereldbeker van 2006 en scoorde tweemaal.